# Ньюрі Сіті АФК
Це стаття про нині існуючий клуб, заснований 2013 року. Про однойменний клуб, що існував у 1923—2012 роках див. статтю Ньюрі Сіті.
Ньюрі Сіті АФК (англ. Newry City Athletic Football Club) — північноірландський футбольний клуб з міста Ньюрі, графство Даун, що грає на стадіоні «Шоуграундс».

## Історія
Клуб був створений в 2013 році після того, як колишній місцевий клуб, Ньюрі Сіті був розпущений у вересні 2012 року, а більшість гравців перейшли у клуб «Ворренпойнт Таун». «Ньюрі Сіті АФК» взяв ті ж синьо-білі кольори і той самий стадіон, як і його попередник, і створив майже ідентичну емблему, через що вважається клубом-феніксом, але не існує ніякого юридичного зв'язку між клубами і новий клуб не несе відповідальність за будь-які заборгованості «Ньюрі Сіті»
У липні 2013 року клуб був включений до футбольної ліги Середнього Ольстера, п'ятого за рівнем дивізіону країни. Команда вдало виступала і за п'ять років піднялась у найвищий дивізіон, отримавши право у сезоні 2018/19 вперше в історії зіграти у Прем'єршипі.